# どけぇいきょーん?!
 どけぇいきょーん?! は、1990年4月から1992年3月まで、山陽放送で放送されていたローカルラジオ番組。
正式タイトルは、1991年3月までは「大森うたえもんのどけぇいきょーん?!」で、日替わりパーソナリティとなった1991年4月以降は「みんなどけぇいきょーん?!」。本項ではこの両者について説明。

## 概要
- 東京の話題のスポットや情報を紹介して、岡山と東京の接点や違い・比較を意識した内容で、岡山弁での街頭インタビューなどを盛り込み、収録や生放送は山陽放送 東京支社のスタジオで行われた[2][3]。
- 番組開始から1年間はたけし軍団のメンバー（当時）で岡山出身の大森うたえもんが月曜日 - 金曜日のパーソナリティを務めた。
- その後はパーソナリティが日替わり制となり、番組タイトルが「みんなどけぇいきょーん?!」に変更。パーソナリティは長与千種 以外は岡山県出身者で全員 統一した。
- 1990年7月、RSKメディアコムで公開収録が行われ、8月の日曜昼に特番として放送した。

## パーソナリティ
- 大森うたえもん（1991年3月まで月 - 金、1991年4月からは金曜のみに）
  - この他、アシスタントの「福本」が出演[3]。

以下はいずれも1991年4月から
- 長与千種、頃末敬(大森が全曜日を担当していた頃はリポーターを務めていた。)[4]（月曜）
- さいたまんぞう（火曜 1991年9月まで）
- 山川のりを（ギタリスト、当時DEEP&BITES）（水曜（1991年9月まで）→ 火曜（1991年10月から））
- 春一番（水曜 1991年10月から）
- 甲本雅裕（木曜）

## 放送時間
- 月 - 金曜日 22:15 - 23:30 （1990年4月2日 - 1991年3月）
- 月 - 金曜日 22:30 - 23:30 （1991年4月 - 1992年3月）

## 主なコーナー・企画

### 大森うたえもん
- うたえもんの東京退屈男

リポーターが都内のお店をリポートする。リポーターは声優の松井菜桜子、頃末敬（現・株式会社ワロップ放送局代表取締役社長）などが務めた。
- タメツルコーナー

ゲストを迎えてトーク
- チャレンジ・オキャーマ[5]

日替わりコーナー（大森が月 - 金の帯で担当していた時期）。
月曜：岡山に関係のあるものを街頭インタビューで訊く。
火曜・木曜：はがき紹介
水曜：東京と岡山を比較する。
金曜：岡山弁と他県の方言の対決。
- 情報フラッシュ

新しい物から珍しい物まであらゆる情報を紹介。
- 替え歌コーナー[4]
- 自作曲弾き語りコーナー[3]
- その他、クイズコーナーやリクエストコーナーなどを挿入[5]。

### 春一番
- 春一番のアントン通信

春一番がアントニオ猪木になりきり、猪木の物真似ではがきを紹介したり、リスナーからの相談に乗るコーナー。
- ヤングお笑い大賞

リスナー作のギャグ、コントを紹介。毎月「お笑い大賞」を決定していた。
- 今日の誠心

心が暖まるような様々な話を紹介。春一番が「誠心」という言葉が好きだったことからこういうコーナー名になった。

### その他
- 岡山VS東京・秋の学園祭 （1990年10月から、月1回の特集企画）[7]
- 高校生の恋愛悩み電話相談室 （1990年10月から、月1回の特集企画）[7]
- スタジオを出て行うリスナー参加企画…「階段かけ登り大会」「東京上野・西郷隆盛像の前で大合唱」など[7]
- ホットライン岡山－東京 （1990年10月から）[7]

火曜：構成作家・鶴先生の悩み相談室
水曜：週刊ブームガイド
金曜：うたえもんのサークル天国
など
- 花王 らくがきパレット （月曜：長与千種と木曜：甲本雅裕の23:00 - 23:15頃、1991年10月から）[6]